# Progrés i Desenvolupament
Progrés i Desenvolupament (hebreu: קידמה ופיתוח, Kidma VePituah‎; àrab: تقدم وتطور, Taqaddum wa-Taṭawwur) fou un partit polític d'Israel creat pels àrabs d'Israel i associat al Mapai de David Ben-Gurion. Fou una de les llistes satèl·lit àrabs creades amb la finalitat de captar vots àrabs i incloure els àrabs israelians en el funcionament de l'Estat per tal de demostrar que jueus i àrabs podien coexistir pacíficament. Es presentà a les eleccions legislatives d'Israel de 1959 i va obtenir l'1,3% dels vots i dos escons, el partit àrab més votat a la Kenésset. Els escons foren ocupats per Ahmed A-Dahar i Elias Nakhleh, i com a associat a Mapai, participà en el govern de coalició.
A les eleccions de 1961 el partit va augmentar els seus vots fins a l'1,6%, encara que fou superat per Cooperació i Germandat, que va obtenir l'1,9% dels vots. Va obtenir dos escons per A-Dahar i Nakhleh, i va ser novament part dels tres governs de coalició en el 5è Kenésset.
A les eleccions de 1965 el partit va augmentar el seu percentatge de vot fins a l'1,9%, situant-se per davant de Cooperació i Germandat i recuperar el seu lloc com a partit més popular àrab-israelià. Es va unir al govern de coalició de Leví Eixkol, i A-Dahar va ser substituït per Seif El-Din El-Zubi, fins llavors diputat per la Llista Democràtica de Natzaret (al primer Kenésset) i la Llista Democràtica pels Àrabs Israelians (en el segon i tercer Kenésset). Durant la sessió de la Kenésset del partit breument es va fusionar amb Cooperació i Germandat per a formar Cooperació i Desenvolupament, encara que la unió es va trencar poc després de la seva formació. Cap al final de la sessió Nakhleh es va separar del partit per formar el Germandat Judeo-Àrab, encara que va ser elegit a la següent Kenésset com a membre de Cooperació i Germandat.
A les eleccions de 1969 va augmentar fins al 2,1% dels vots, tot i que només va obtenir dos escons. Jabr Moade (ex Llista Democràtica dels Àrabs Israelians que s'havia separat de Cooperació i Germandat per formar el Partit Drus després del trencament de Cooperació i Desenvolupament) ocupa el segon lloc, i el partit va ser inclòs en el govern de coalició de Golda Meïr. Moade va ser nomenat viceministre de Comunicacions l'octubre de 1971, convertint-se en tot just el segon àrab-israelià a unir-se al gabinet.
A les eleccions del 1973 el partit va obtenir només l'1,4% dels vots, encara que mantingué els seus dos escons. Tot i que van ser exclosos del govern de Golda Meïr tot i ser alineats amb el Partit Laborista Israelià, quan la va substituir Isaac Rabin aquest els va convidar de nou a la coalició governant i Moade va recuperar el seu càrrec ministerial.
Durant la sessió de la Kenésset del partit es va convertir breument en part de l'Alineació, abans de fusionar-se amb la Llista Àrab per als Beduïns i els Vilatans per formar la Llista Àrab Unida.